# Adelaide Ironside

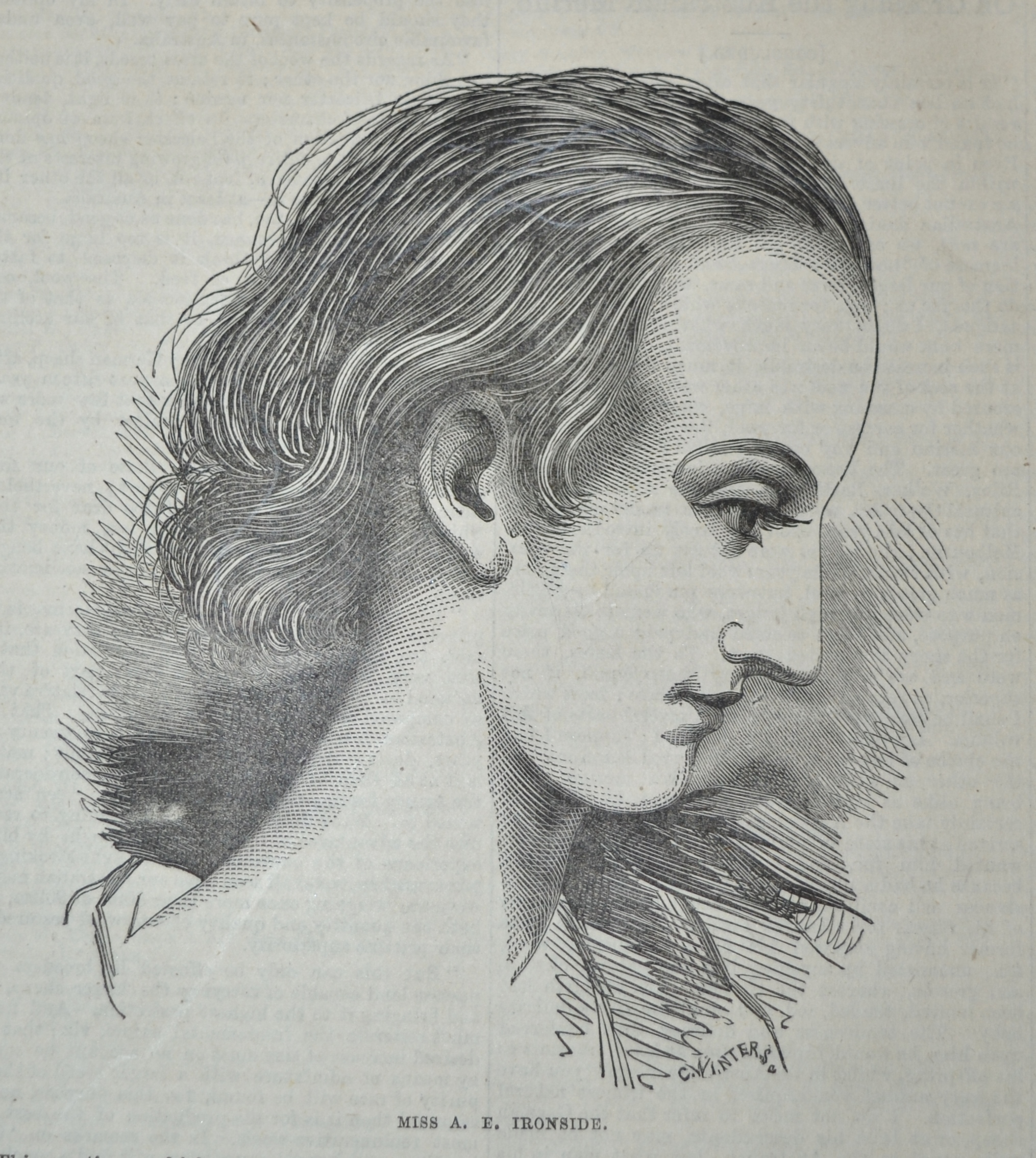
Gravur nach dem Bildnis der Adelaide Ironside, etwa 1870

Adelaide Eliza Ironside (* 17. November 1831 in Sydney; † 15. April 1867 in Rom) war eine australische Malerin.

## Leben
Adelaide Ironside wurde 1831 in Sydney geboren und schon früh künstlerisch von ihrer Mutter unterrichtet. Der patriotische Politiker John Dunmore Lang war ein weiterer früher Einfluss auf sie, durch den sie die Einrichtung eines eigenen australischen Staates zu befürworten begann. Sprachenunterricht nahm sie bei Matthias Goethe. Zunächst veröffentlichte sie patriotische Gedichte in den Zeitungen von Sydney, ehe sie sich der Malerei zuwandte. 1854 stellte sie auf einer australischen Vorbereitungs-Ausstellung für die Weltausstellung Paris 1855 aus. Auf Rat von John Dunmore Lang segelten Ironside und ihre Mutter im April 1855 nach Europa, wo sie in Kontakt mit Joseph Severn und John Ruskin trat und in Paris Lob für ihre Drawings of native wild flowers erhielt. Im Januar 1856 erreichten Mutter und Tochter Rom, das damals eine bedeutende Künstlerstadt war. Kaum in Rom angekommen, intensivierte Ironside ihre Bemühungen um eine eigene künstlerische Karriere und arbeitete teils 18 Stunden täglich, um sich zu verbessern.
Künstlerische Anerkennung erhielt Ironside spätestens ab 1859, als sie ihr Ölgemälde The Pilgrim of Art, Crowned by the Genius of Art fertigstellte. Den „Pilgrim“ hatte sie nach sich selbst modelliert, als Vorbild für das „Genius“ diente ihre Mutter. Ihr römisches Atelier wurde bald von prominenten Reisenden wie dem britischen Thronfolger Albert Edward und dem australischen Politiker William Charles Wentworth besucht, die beide Gemälde Ironsides erwarben; Rom war damals eine Pflichtstation der Grand Tour. Im Jahr 1861 erlaubte ihr Papst Pius IX., in Perugia ein Studium der Freskenmalerei zu durchlaufen und für Studienzwecke Gemälde aus den päpstlichen Kunstsammlungen zu kopieren. Ebenfalls erteilte der Papst ihr die Erlaubnis, die Fresken des Fra Angelico im Kloster San Marco in Florenz zu studieren. Im gleichen Jahr stellte sie die erste Version ihres Gemäldes The Marriage at Cana of Galilee fertig, in dem sie ihre republikanischen Einstellungen zum Ausdruck brachte, indem sie die Figur des Jesus Christus nach dem italienischen Revolutionär Giuseppe Garibaldi modellierte, der in dieser Zeit die italienische Einigungsbewegung Risorgimento anführte. Das Gemälde, das die Umwandlung von Wasser zu Wein durch Jesus Christus während der Hochzeit zu Kana thematisiert, gilt als das bedeutendste Werk ihrer Karriere und ist heute im Besitz der Art Gallery of New South Wales.
Ein Jahr später, 1862, war Ironside mit gleich mehreren Gemälden auf der Weltausstellung London 1862 vertreten: Im Pavillon von New South Wales stellte sie die The Marriage at Cana of Galilee  aus, im römischen Pavillon war sie mit drei weiteren Gemälden vertreten, darunter auch das heute verschollene The Pilgrim of Art, Crowned by the Genius of Art. Ebenfalls in diesem Pavillon stellte sie das Gemälde St Catherine aus, das als ihr erstes Ölgemälde gilt und sich heute ebenfalls in Besitz der Art Gallery of New South Wales befindet. Das Bild zeigt die wenig überraschend italienischen Einflüsse auf Ironsides Kunststil, besonders in der Farbgebung und der Symbollastigkeit. Im gleichen wurde Ironside in Rom in die Accademia dei Quiriti aufgenommen, wenngleich sie nach der Weltausstellung aus Erschöpfung nicht direkt nach Rom zurückkehrte, sondern zunächst Schottland bereiste. Drei Jahre später, 1865, besuchte sie bei einem zweiten Besuch in London erneut John Ruskin. Nach ihrer Rückkehr nach Rom im gleichen Jahr erkrankte sie schwer und wurde am weiteren Schaffen gehindert. Sie starb zwei Jahre später 35-jährig in Rom an der Tuberkulose. Ihr Wunsch, noch einmal nach Australien zurückzukehren und dort die Great Hall der Universität Sydney mit Fresken zu bemalen, ging somit nicht in Erfüllung. Ironsides Mutter starb wenig später; gemeinsam liegen sie in London begraben.
Adelaide Ironside nimmt eine bedeutende Stellung in der australischen Kunstgeschichte ein, da sie die erste in Australien geborene Künstlerin war, die im Ausland studieren konnte. Ironischerweise war sie zu Lebzeiten vor allem in England und Italien bekannt und beliebt, weniger in Australien. Heute ist sie beinahe vergessen und ihr Werk – abgesehen von den Beständen in der Art Gallery of New South Wales – weitgehend verschollen. Die Gemälde waren dorthin 1877 gelangt, als die Art Gallery of New South Wales Ironside eine Einzelausstellung gewidmet hatte. Weitere Bestände hauptsächlich aus Skizzen existieren vereinzelt in anderen öffentlichen Sammlungen. 2001 wurde Ironside in die Victorian Honour Roll of Women des australischen Bundesstaates Victoria aufgenommen.